# Brest (chanson)
Pour les articles homonymes, voir Brest (homonymie).
Singles de Miossec
Je m'en vais
(2004) Le stade de la résistance
(2005)
Pistes de 1964
Rose Essayons
Brest est le deuxième single de l'album 1964 de Miossec, paru en 2004, ainsi que sur la compilation Brest of (Tout ça pour ça) parue en 2007. Au-delà de son attachement exprimé par Miossec envers la ville de Brest, la chanson retrace le bouleversement que provoque le déracinement.

## Conception
La chanson est écrite par le chanteur en hommage à sa ville natale, son port d'attache. Exilé depuis les années 1980 dans diverses villes, à Bruxelles, La Réunion, en Provence, il revient jouer un jour dans la ville chère à son cœur, chanter Recouvrance. La presse locale lui reproche son infidélité, ce qui est pour l'artiste Brestois incompréhensible : « À Brest, s'il y a un port, c'est pour partir... ».
Le texte poétique reprend en refrain l'expression tonnerre de Brest, liée aux coups de canon tirés chaque jour par l'arsenal. Le thème est nostalgique du fait qu'il se remémore des souvenirs d'enfance et de jeunesse. Il cite également différents lieux notables de Brest : la rade de Brest, le port, la rue de Siam, l'avenue Jean Jaurès et le quartier de Recouvrance. La douce mélodie des couplets devient rock au moment du refrain.

## Parution et réception

### Clip
Le clip utilise des extraits de concert et de films familiaux tournés par son père avec une caméra super 8 dans les années 1960 et 70. Les images restituent l'ambiance de ses jeunes années dans le quartier de Kerbonne, ses vacances (en caravane au Maroc ou dans le nord de l'Écosse) et aussi les exercices de son père en tant que caporal-chef des pompiers.

### Accueil du public
Dès sa sortie, le 23 février 2004, l'album entre à la 4e place du Top Albums France. La chanson devient populaire à Brest mais également auprès du public qui l'écoute sur l'album et en concert.
Lors de ses différentes tournées, Miossec interprète la chanson, parfois avec des arrangements différents, comme en témoigne l'enregistrement live Mammifères aux Bouffes du Nord en 2017.

## Reprises
Singles de Nolwenn Leroy
Tri martolod
(2011) Moonlight Shadow
(2011)
Pistes de Bretonne
Greensleeves Bro Gozh Va Zadou
Nolwenn Leroy a repris le titre sur son album Bretonne, et le chante sur scène avec lui. C'est le seizième single de la chanteuse et le cinquième extrait de son quatrième album studio écoulé à plus d'un million d'exemplaires. En touchant un large public, elle a donné un coup de projecteur sur cette chanson populaire en France.
En 2014, la chorale du collège Reverdy de Sablé-sur-Sarthe l'interprète[pertinence contestée]. 